# Церковь Святителя Николая (Йоэнсуу)
Церковь святого Николая (фин. Pyhän Nikolaoksen kirkko) — православный храм, расположенный в столице Северной Карелии городе Йоэнсуу. Является главным храмом прихода Йоэнсуу Куопиоской и Карельской митрополии Финляндской православной церкви.

## История и строительство
Во время вхождения Финляндии в качестве Великого княжества в состав Российской империи в ней активно распространялось православие, и это способствовало строительству новых сооружений для проведения православных религиозных обрядов. После того как в XIX веке количество православных на территории Северной Карелии выросло, возникла потребность в строительстве православной церкви для верующих в столице провинции, так как то время в Северной Карелии насчитывалось только два православных прихода: в Тайпале и Иломантси, которые находились более чем в 30 километрах от Йоэнсуу.
В 1848 году был утвержден первый проект генерального плана города, согласно которому православная церковь должна была возведена на Николаевской улице, однако строительство церкви было отложено из-за недостатка финансовых ресурсов. Во взаимодействии со Священным синодом Русской православной церкви было начато проектирование здания по эскизам архитектора Г. Ф. Карпова. Строительство началось только в 1886 году после получения необходимой финансовой помощи (15650 руб.) со стороны Священного синода. Руководителем строительных работ стал Густав Хенриксон. В ходе строительства в изначальную планировку Карпова было внесено несколько изменений: нынешняя церковь отличается от изначального плана повышенной декоративностью, к примеру фасады были снабжены архитектурными украшениями и резьбой. Площадь церкви также стала чуть больше, чем планировал Карпов. После окончания строительства в 1887 году состоялась торжественная церемония освящения церкви в присутствии епископа Выборгского, викария Санкт-Петербургской епархии Антония.
С 1888 года церковь служит главным храмом православного прихода Йоэнсуу. В 2007 году церковь торжественно отметила своё 120-летие.

## Архитектура церкви
Архитектурно церковь подражает образцам русско-византийского стиля, который преобладал в русской архитектуре во второй половине XIX века. Об этом свидетельствуют мелкие орнаменты и декоративные формы. Крестообразная в плане церковь была построена в соответствии с традициями алтарём на восток. Размеры здания: 21 на 14 метров, высота — 19 метров. В церкви примерно 350 стоячих мест. Основной строительный материал — дерево. Внешне церковь украшена деревянными и позолочёнными деталями, а также декоративными элементами; навесами, башенками, золотыми куполами. В нынешнем виде здания преобладают светло-коричневый (стены) и зеленый цвет (кровля и башенки). Жемчужиной церкви является иконостас, расписанный в Александро-Невской лавре в Санкт-Петербурге. Большая часть внутреннего убранства — это пожертвования, среди них есть и некоторые церковные предметы. Церковь является памятником архитектуры и объектом культурного наследия общенационального значения и находится под охраной государства.

## Расположение
Церковь расположена в центре Йоэнсуу, в северном конце улицы Кирккокату (букв. «Церковной», бывшей Николаевской, Nikolainkatu), центральной улицы города, на противоположном конце которой располагается Евангелическо-лютеранская церковь Йоэнсуу. Рядом находится парк Ристинпуйсто (фин. Ristinpuisto).

## Православный приход Йоэнсуу
По количеству членов Йоэнсуу является самым крупным православным приходом в Финляндии после прихода Хельсинки. Количество прихожан примерно 5700 человек (2013). По сей день основную часть прихожан составляют крещёные карелы и их потомки, но с 1970-х годов растет количество этнических финнов и иммигрантов. Регулярно проводятся богослужения — по субботам в 18 часов и по воскресеньям в 10 часов.